# NGC 1824
NGC 1824 é uma galáxia espiral barrada (SBm) localizada na direcção da constelação de Dorado. Possui uma declinação de -59° 43' 31" e uma ascensão recta de 5 horas, 06 minutos e 56,0 segundos.
A galáxia NGC 1824 foi descoberta em 26 de Dezembro de 1834 por John Herschel.